# Villanueva (Valle de Villaverde)
Villanueva es una localidad del municipio de Valle de Villaverde (Cantabria, España). En el año 2008 contaba con una población de 40 habitantes (INE). La localidad se encuentra a 200 metros de altitud sobre el nivel del mar, y a 2,5 kilómetros de la capital municipal, La Matanza.
- Datos: Q6162756